# زمین‌لرزه ۲۰۰۱ پرو
زمین‌لرزه پرو  در تاریخ ۷ ژوئیه ۲۰۰۱ میلادی، برابر با ‎۱۶ تیر ۱۳۸۰، ساعت ۹:۳۸:۴۳ به زمان یوتی‌سی در پرو رخ داد. ژرفای این زلزله ۱۴٫۱ کیلومتر بود، و بزرگی آن ۷٫۶ در مقیاس Mw اعلام شده‌است. زمین‌لرزه به وقت محلی در روز شنبه، ساعت ۴ روی داده و منطقه زمانی آن یوتی‌سی -۵ بوده‌است .
سازمان زمین‌شناسی آمریکا نیز رومرکز این زمین‌لرزه را در مختصات ۱۷°۳۲′۳۵″جنوبی ۷۲°۰۴′۳۷″غربی / ۱۷٫۵۴۳°جنوبی ۷۲٫۰۷۷°غربی و ژرفای آن را در ۳۳ کیلومتر گزارش کرده‌است. بزرگی برگزیدهٔ این سازمان از میان بزرگی‌های محاسبه‌شدهٔ مختلف ۷٫۶ در مقیاس Mw بوده و از دید اثر، در میان چهار دسته‌بندی «نامحسوس»، «محسوس»، «زیان‌آور» یا «با تلفات»، زلزله را «با تلفات» اعلام کرده‌است.صدها ساختمان در زمین‌لرزه خراب شده‌است.رانش زمین در آن به وجود آمده‌است.
پروژهٔ «تنسور گشتاور مرکزوار» زاویه‌های (راستا، شیب، ریک) گسل سازندهٔ زمین‌لرزه و صفحه عمود بر آن را (°۳۰۶، °۱۴، °۵۲) یا (°۱۶۵، °۷۹، °۹۹) و نوع گسل را «معکوس» فرارسانده‌است.
شمار کشتگان زلزله حدود ۱ نفر بوده‌است.تعداد زخمیان ۲۶ نفر برآورده شده‌است.